# Ramón Melcón
Ramón Melcón (Madrid, 1900. november 30. – ?, 1973. július 2.) spanyol nemzetközi labdarúgó-játékvezető.

## Pályafutása

### Nemzetközi játékvezetés
A Spanyol labdarúgó-szövetség Játékvezető Bizottsága (JB) 1930-ban terjesztette fel nemzetközi játékvezetőnek, a Nemzetközi Labdarúgó-szövetség (FIFA) bíróinak keretébe. Több nemzetek közötti válogatott és klubmérkőzést vezetett vagy működő társának partbíróként segített. Az aktív nemzetközi játékvezetéstől 1936-ban búcsúzott. Válogatott mérkőzéseinek száma: 4.

## Magyar vonatkozás
| Időpont          | Helyszín                  | Mérkőzés típusa          | Mérkőzés                | Eredmény | Nézők száma |
| ---------------- | ------------------------- | ------------------------ | ----------------------- | -------- | ----------- |
| 1933. január 29. | Lumiar Stadion, Lisszabon | 165. válogatott mérkőzés | Portugália–Magyarország | 1 : 0    | 15 000      |